# Muskatnød-familien
Muskatnød-familien (Myristicaceae) består af ca. 20 slægter og omkring 475 arter, som er udbredt i tropiske egne overalt på kloden. De kendes let på, at udsivende saft er rød. Arterne indeholder flavoner og tryptaminalkaloider. Den yderste knop er stor, og bladene sidder oftest 2-radet. De er kortstilkede og med blågrå farve på undersiden. Planterne er særbo og de forholdsvis små blomster er stilkede og anbragt spiralformet i 2-40-tallige stande. Frugterne er store, forveddede stenfrugter med store kerner, hvis indre er foldet. Her omtales kun den ene slægt, der er repræsenteret ved en art, der er økonomisk og kulinarisk betydningsfuld.
| Slægter |

- Muskatnød-slægten (Myristica)